# 2011年全港運動會閉幕暨綜合頒獎典禮
2011年全港運動會閉幕暨綜合頒獎典禮是2011年全港運動會的閉幕慶典活動，在香港時間2011年6月5日下午在九龍公園體育館舉行。

## 節目程序
- 司儀：朱凱婷、鄧梓峰
- 香港警察樂隊演奏
- 民政事務局局長曾德成致辭
- 香港立法會議員葉國謙頒發：
  - 「最積極參與社區」獎：葵青區
  - 「我最支持的體育社區」獎：灣仔區
- 第三屆港運會籌備委員會主席周厚澄頒發「十八區啦啦隊比賽」：
  - 「最佳表演獎」：(季：中西區、亞：元朗區、冠：屯門區)
- 社區體育事務委員會主席湯徫掄頒發「十八區啦啦隊比賽」：
  - 「最具地區特色獎」：(季：中西區、亞：屯門區、冠：離島區)
- 頒發八個體育比賽獎項
- 宣佈「最多金牌的社區」結果：沙田區
- 康文署署長馮程淑儀頒發「最佳進步社區獎」：觀塘區及葵青區(同分)
- 宣佈總冠亞季軍：(季：中西區、亞：沙田區、冠：元朗區)
- 全場合唱第三屆全港運動會主題曲《人人起勁》
  - 主唱：鍾舒漫、陳偉霆
- 典禮完成及公佈抽獎結果